# جاك مورو
جاك مورو (بالفرنسية: Jacques Moreau)‏ هو سياسي فرنسي، ولد في 25 أغسطس 1933 في فرنسا، وتوفي في 25 يناير 2017. حزبياً، نشط في الحزب الاشتراكي. في انتخابات البرلمان الأوروبي 1979، انتخب عضو في البرلمان الأوروبي عن دائرة فرنسا لترشحه ضمن قائمة الحزب الاشتراكي، وقد انضم خلال فترته النيابية (17 يوليو 1979 – 23 يوليو 1984) للكتلة البرلمانية التحالف التقدمي للاشتراكيين والديمقراطيين.